# ديك كارول (لاعب كرة قاعدة)
ديك كارول (بالإنجليزية: Dick Carroll)‏ هو لاعب كرة قاعدة أمريكي، ولد في 21 يوليو 1884 في كليفلاند في الولايات المتحدة، وتوفي بنفس المكان في 22 نوفمبر 1945.